# 马西莫·安布罗西尼
马西莫·安布罗西尼（義大利語：Massimo Ambrosini，1977年5月29日—），前意大利足球員，司职中場，最後效力于意大利球會費倫天拿。現於一間電視台做解说员。

## 生平

### 球會

#### 切塞纳
1994年时，年仅17岁的安布罗西尼在意大利足球乙级联赛中为母队切塞纳首次登场，之后一年他就被AC米兰的金牌教练卡佩罗相中签下。

#### AC米蘭
在 1995 年，只有 18 歲岩布仙尼已在意大利球壇嶄露頭角，司職防守中場的他，主要是負責在中場掃蕩的工作，因此得到不少意甲球會注意。結果當時執教AC米蘭的教練卡比路成功將他帶到米蘭市。他自 1995 年起已是效力AC米蘭，是陣中其中一位長期效力的球員。在 1997 - 98 年球季，岩布仙尼被外借到維琴察，他在這段外借期間成為了維琴察的重要一員，證明自己足以在意甲的強隊中效力。一季後他被AC米蘭回收，在沙哲朗尼執教下取得不少上陣機會，結果他協助AC米蘭奪得 1998 - 99 年意甲冠軍。
可是，岩布仙尼其後卻經常受傷患影響表現，更令他的上陣機會減少。在2003 - 04 賽季，他已不是AC米蘭常規的 11 人陣容中，岩布仙尼只踢了 20 場意甲賽事，當中更大多是以後備入替為多，但他在作客拉素的比賽中一箭定江山，AC米蘭最後亦重奪失落了 5 年的意甲聯賽冠軍。之後的一個球季，岩布仙尼只上陣過 22 意甲比賽，不過他在歐聯 4 強AC米蘭對PSV的比賽取得入球，並打入決賽。不過，岩布仙尼錯過了對利物浦的歐聯決賽，AC米蘭最終互射 12 碼階段落敗。2005 年 3月，他與AC米蘭續約到 2008 年的夏天。
在2005 - 06年的球季，他又經歷了一連串的受傷，只曾上真過 13 場意甲比賽，使他落選意大利國家隊，不能為參加 2006 年夏天舉行的世界盃。在2006 - 07 年，岩布仙尼終於克服傷患。他在季初時並不是球隊的主力，但他把握著有限的上陣機會，以表演來取悅領隊安察洛堤，重新被納入到AC米蘭的主力陣容中。此外，在隊長馬甸尼的缺陣下，岩布仙尼在大部分上陣的比賽中均戴上隊長臂章。在AC米蘭對德國的拜仁慕尼黑和英超的曼聯在歐冠盃的四場比賽中表現優異，盡顯他在球場上的視野和領導能力。AC米蘭在決賽中以 2-1 擊敗利物浦，成功報回兩年前互射 12 碼落敗一辱。由於缺乏正選上陣的機會，令岩布仙尼一度打算轉投費倫天拿，但他在踏入 2007 年後重新得到重用，令他改變主意，並重申會完成與AC米蘭的合約，到2010 年夏天。
在2009年，馬甸尼退休之後，中場岩布仙尼將成為球隊的新隊長，有趣的是，岩布仙尼聲稱他可能不會每次都擔任球隊隊長，領導全隊的責任可能會被隊中的幾位老隊員所分享。
2012年夏天，岩布仙尼與AC米蘭續約一年，他的合同在該賽季後結束，紅黑高層不會與他續約。

#### 費倫天拿
2013年岩布仙尼與費倫天拿簽了一年合約，但季後合約並沒有延長。

### 國家隊
岩布仙尼一度是意大利國家隊的主力，他代表過國家隊出戰2000年歐洲國家盃，並取得賽事的亞軍。然而自他的AC米蘭的隊友加度素、派路、羅馬的柏路達等中場球員相繼入選後，加以他本身的伤病影響，岩布仙尼變成國家隊的邊緣球員。
2006 年世界盃後，意大利國家隊改由AC米蘭名宿鄧納東尼執教，岩布仙尼得到較多入選機會。

## 榮譽
意大利共和國騎士勳章
AC米蘭
- 意甲：1996,1999,2004,2011
- 意大利盃：2003
- 意大利超級盃：2004,2011
- 歐冠：2003,2007
- 歐洲超級盃：2003,2007
- 世俱杯: 2007

意大利
- 歐洲國家盃亞軍：2000年

## 趣聞軼事
2004年5月意甲AC米蘭訪港，香港的亞洲電視邀請AC米蘭球員出席其台慶節目。岩布仙尼的生日剛好與台慶一樣，司儀朱慧珊便以廣東話邀請岩布仙尼唱生日歌，並以英文叫他開始唱。岩布仙尼一臉尷尬，唱出「Happy Birthday to me」。這個片段到現在都為香港人所傳頌。